# Asialathys
Genre
Asialathys est un genre d'araignées aranéomorphes de la famille des Lathyidae.

## Distribution
Les espèces de ce genre sont endémiques de Chine.

## Liste des espèces
Selon World Spider Catalog (version 26, 11/07/2025) :
- Asialathys deltoidea (Liu, 2018)
- Asialathys fibulata (Liu, 2018)
- Asialathys huangyangjieensis (Liu, 2018)
- Asialathys spiralis (Z. S. Zhang, Hu & Y. G. Zhang, 2012)
- Asialathys zhanfengi (Liu, 2018)

## Systématique et taxinomie
Ce genre a été décrit par Cala-Riquelme et Crews en 2025 dans les Lathyidae.

## Publication originale
- Montana, Cala-Riquelme, Crews, Gorneau, Al-Jamal, Alequín, Spagna, Ballarin & Esposito, 2025 : « Tailor's drawer no more: a reappraisal of the spider family Dictynidae O. Pickard-Cambridge, 1871 sensu lato. » Zoological Journal of the Linnean Society, vol. 204, no 2, zlaf007, p. 1-97.